# Кубок европейских чемпионов по волейболу среди женщин 1962
2-й розыгрыш Кубка европейских чемпионов по волейболу среди женщин проходил с 6 февраля по 5 мая 1962 года с участием 10 клубных команд стран Европы, входящих в Международную федерацию волейбола (ФИВБ). Победителем турнира стала советская команда «Буревестник» (Одесса).

## Команды-участницы
| Страна       | Команда                      |                           |
| ------------ | ---------------------------- | ------------------------- |
| Австрия      | «Слован-Олимпия» (Вена)      | Чемпион Австрии 1961      |
| Болгария     | «Славия» (София)             | Чемпион Болгарии 1961     |
| Венгрия      | «Петёфи» (Будапешт)          | Чемпион Венгрии 1961      |
| ГДР          | «Ротацьон» (Лейпциг)         | Чемпион ГДР 1961          |
| Польша       | «Легия» (Варшава)            | Чемпион Польши 1961       |
| Румыния      | «Динамо» (Бухарест)          | Чемпион Румынии 1961      |
| СССР         | «Буревестник» (Одесса)       | Чемпион СССР 1961         |
| Франция      | «Туркуэн» (Туркуэн)          | Чемпион Франции 1961      |
| Чехословакия | «Татран-Стржешовице» (Прага) | Чемпион Чехословакии 1961 |
| Югославия    | «Партизан» (Белград)         | Чемпион Югославии 1961    |

## Система проведения розыгрыша
В турнире принимали участие команды 10 европейских стран. Соревнования состояли из 1-го раунда, полуфинального этапа и финала.
Полуфинальный этап состоял из двух групповых турниров с участием 8 команд, из которых две определились по итогам 1-го раунда.
В финале победители групповых турниров полуфинального этапа в двухматчевой серии определили победителя розыгрыша.

## 1-й раунд
6—20.02.1962
 «Слован-Олимпия» (Вена) —  «Татран-Стржешовице» (Прага)
6 февраля. ?:?
17 февраля. 0:3 (1:15, 1:15, 0:15).
 «Петёфи» (Будапешт) —  «Ротацьон» (Лейпциг)
6 февраля. 0:3 (1:15, 6:15, 12:15).
20 февраля. ?:?
От участия в 1-м раунде освобождены:
 «Славия» (София)

 «Легия» (Варшава)

 «Динамо» (Бухарест)

 «Буревестник» (Одесса)

 «Туркуэн»

 «Партизан» (Белград)

## Полуфинальный этап

### Группа А
12—14.04.1962.  Туркуэн.
| М | Команда                | 1   | 2   | 3   | 4   | И | В | П | С/П | О |
| - | ---------------------- | --- | --- | --- | --- | - | - | - | --- | - |
| 1 | «Буревестник» (Одесса) |     | 3:0 | 3:0 | 3:0 | 3 | 3 | 0 | 9:0 | 6 |
| 2 | «Динамо» (Бухарест)    | 0:3 |     | 3:1 | 3:- | 3 | 2 | 1 | 6:4 | 5 |
| 3 | «Партизан» (Белград)   | 0:3 | 1:3 |     | 3:- | 3 | 1 | 2 | 4:6 | 4 |
| 4 | «Туркуэн»              | 0:3 | -:3 | -:3 |     | 3 | 0 | 3 | 0:9 | 3 |

12 апреля
 «Буревестник» —  «Партизан»
3:0.
 «Динамо» —  «Туркуэн»
3:-
13 апреля
 «Буревестник» —  «Динамо»
3:0.
 «Партизан» —  «Туркуэн»
3:-
14 апреля
 «Буревестник» —  «Туркуэн»
3:0 (15:4, 15:3, 15:4).
 «Динамо» —  «Партизан»
3:1 (15:7, 15:4, 17:19, 15:5).

### Группа В
16—18.03.1962.  София.
| М | Команда                      | 1   | 2   | 3   | 4   | И | В | П | С/П | О |
| - | ---------------------------- | --- | --- | --- | --- | - | - | - | --- | - |
| 1 | «Славия» (София)             |     | 3:0 | 3:0 | 3:0 | 3 | 3 | 0 | 9:0 | 6 |
| 2 | «Легия» (Варшава)            | 0:3 |     | 3:2 | 3:0 | 3 | 2 | 1 | 6:5 | 5 |
| 3 | «Ротацьон» (Лейпциг)         | 0:3 | 2:3 |     | 3:1 | 3 | 1 | 2 | 5:7 | 4 |
| 4 | «Татран-Стржешовице» (Прага) | 0:3 | 0:3 | 1:3 |     | 3 | 0 | 3 | 1:9 | 3 |

16 марта
 «Легия» —  «Ротацьон»
3:2 (17:15, 15:13, 13:15, 11615, 15:4).
 «Славия» —  «Татран-Стржешовице»
3:0 (16:14, 15:12, 15:12).
17 марта
 «Легия» —  «Татран-Стржешовице»
3:0 (15:11, 15:11, 15:6).
 «Славия» —  «Ротацьон»
3:0 (16:14, 15:6, 15:11).
18 марта
 «Ротацьон» —  «Татран-Стржешовице»
3:1 (15:6, 10:15, 15:5, 15:11).
 «Славия» —  «Легия»
3:0 (15:13, 17:15, 17:15).

## Финал
«Славия» (София) —  «Буревестник» (Одесса)
28 апреля. 1:3 (9:15, 5:15, 15:13, 2:15).
5 мая. 0:3 (16:18, 14:16, 8:15).

## Итоги

### Призёры
| «Буревестник» (Одесса) |
| «Славия» (София)       |